# Línea 44 (Movibus)
La línea 44 de la red de autobuses interurbanos de la Región de Murcia (Movibus), anteriormente denominada Bus Manga, une Cabo de Palos con Veneziola.

## Características
Esta línea fue creada en los años 90, con el objetivo de prestar servicio a los 20 kilómetros de La Manga del Mar Menor. Durante unos años se podía distinguir por las siglas BM (Bus Manga), hasta que en los años 2000 fue agrupada junto a las líneas urbanas de Cartagena y adoptó el número 15.
Su función es unir Cabo de Palos con Veneziola, recorriendo prácticamente la totalidad de la Gran Vía de La Manga, a diferencia de la línea 43 que limita su recorrido a la urbanización El Pedruchillo.
Desde el 3 de diciembre de 2021, con la entrada en vigor de la primera fase de Movibus, la línea es gestionada por la Consejería de Fomento e Infraestructuras de la Región de Murcia.
Desde el 1 de julio de 2023, adopta su numeración correspondiente a la red de Movibus, pasando a ser la línea 44.
En el verano de 2024, se pusieron en funcionamiento nuevas paradas inteligentes con pantallas multimedia y paneles con tiempos de espera.
Desde verano de 2025, la línea amplía su itinerario por el extremo norte hasta Veneziola II (junto al Puente de la Risa).
La línea no mantiene los mismos horarios todo el año, del 1 de julio al 31 de agosto aumentan el número de expediciones, además de los días excepcionales vísperas de festivo y festivos de Navidad en los que los horarios también cambian y se reducen. No obstante, el citado periodo estival está sujeto a la demanda existente, habiendo sido prolongado en numerosas ocasiones.
Durante los meses de verano, la línea presta servicio las 24 horas del día, siendo la única línea interurbana de la Región de Murcia en la que se da este hecho.
Pertenece a la concesión RMU-004 "Metropolitana de Cartagena - Mar Menor", y es operada por ALSA (TUCARSA).

## Horarios

### Temporada intermedia
| Todos los días            |                           |                           |                           |                           |                           |                           |                           |                           |                           |                           |                           |                           |                           |                           |                           |                           |                           |                           |                           |                           |                           |                           |                           |                           |                           |                           |                           |                           |                           |                           |                           |                           |                           |                           |                           |                           |
| Cabo de Palos > Veneziola | Cabo de Palos > Veneziola | Cabo de Palos > Veneziola | Cabo de Palos > Veneziola | Cabo de Palos > Veneziola | Cabo de Palos > Veneziola | Cabo de Palos > Veneziola | Cabo de Palos > Veneziola | Cabo de Palos > Veneziola | Cabo de Palos > Veneziola | Cabo de Palos > Veneziola | Cabo de Palos > Veneziola | Cabo de Palos > Veneziola | Cabo de Palos > Veneziola | Cabo de Palos > Veneziola | Cabo de Palos > Veneziola | Cabo de Palos > Veneziola | Cabo de Palos > Veneziola | Veneziola > Cabo de Palos | Veneziola > Cabo de Palos | Veneziola > Cabo de Palos | Veneziola > Cabo de Palos | Veneziola > Cabo de Palos | Veneziola > Cabo de Palos | Veneziola > Cabo de Palos | Veneziola > Cabo de Palos | Veneziola > Cabo de Palos | Veneziola > Cabo de Palos | Veneziola > Cabo de Palos | Veneziola > Cabo de Palos | Veneziola > Cabo de Palos | Veneziola > Cabo de Palos | Veneziola > Cabo de Palos | Veneziola > Cabo de Palos | Veneziola > Cabo de Palos | Veneziola > Cabo de Palos | Veneziola > Cabo de Palos |
| 07                        | 08                        | 09                        | 10                        | 11                        | 12                        | 13                        | 14                        | 15                        | 16                        | 17                        | 18                        | 19                        | 20                        | 21                        | 22                        | 23                        | 00                        | 07                        | 08                        | 09                        | 10                        | 11                        | 12                        | 13                        | 14                        | 15                        | 16                        | 17                        | 18                        | 19                        | 20                        | 21                        | 22                        | 23                        | 00                        | 01                        |
| 00 30                     | 00 30                     | 00 30                     | 00 30                     | 00 30                     | 00 30                     | 00 30                     | 00 30                     | 00 30                     | 00 30                     | 00 30                     | 00 30                     | 00 30                     | 00 30                     | 00 30                     | 00 30                     | 00 30                     | 00 30                     | 30                        | 15 45                     | 15 45                     | 15 45                     | 15 45                     | 15 45                     | 15 45                     | 15 45                     | 15 45                     | 15 45                     | 15 45                     | 15 45                     | 15 45                     | 15 45                     | 15 45                     | 15 45                     | 15 45                     | 15 45                     | 15                        |

### Verano
| Lunes a jueves laborables, domingos y festivos |                           |                           |                           |                           |                           |                           |                           |                           |                           |                           |                           |                           |                           |                           |                           |                           |                           |                           |                           |                           |                           |                           |                           |                           |                           |                           |                           |                           |                           |                           |                           |                           |                           |                           |                           |                           |                           |                           |                           |                           |                           |                           |                           |                           |                           |                           |                           |
| Cabo de Palos > Veneziola                      | Cabo de Palos > Veneziola | Cabo de Palos > Veneziola | Cabo de Palos > Veneziola | Cabo de Palos > Veneziola | Cabo de Palos > Veneziola | Cabo de Palos > Veneziola | Cabo de Palos > Veneziola | Cabo de Palos > Veneziola | Cabo de Palos > Veneziola | Cabo de Palos > Veneziola | Cabo de Palos > Veneziola | Cabo de Palos > Veneziola | Cabo de Palos > Veneziola | Cabo de Palos > Veneziola | Cabo de Palos > Veneziola | Cabo de Palos > Veneziola | Cabo de Palos > Veneziola | Cabo de Palos > Veneziola | Cabo de Palos > Veneziola | Cabo de Palos > Veneziola | Cabo de Palos > Veneziola | Cabo de Palos > Veneziola | Cabo de Palos > Veneziola | Veneziola > Cabo de Palos | Veneziola > Cabo de Palos | Veneziola > Cabo de Palos | Veneziola > Cabo de Palos | Veneziola > Cabo de Palos | Veneziola > Cabo de Palos | Veneziola > Cabo de Palos | Veneziola > Cabo de Palos | Veneziola > Cabo de Palos | Veneziola > Cabo de Palos | Veneziola > Cabo de Palos | Veneziola > Cabo de Palos | Veneziola > Cabo de Palos | Veneziola > Cabo de Palos | Veneziola > Cabo de Palos | Veneziola > Cabo de Palos | Veneziola > Cabo de Palos | Veneziola > Cabo de Palos | Veneziola > Cabo de Palos | Veneziola > Cabo de Palos | Veneziola > Cabo de Palos | Veneziola > Cabo de Palos | Veneziola > Cabo de Palos | Veneziola > Cabo de Palos |
| 07                                             | 08                        | 09                        | 10                        | 11                        | 12                        | 13                        | 14                        | 15                        | 16                        | 17                        | 18                        | 19                        | 20                        | 21                        | 22                        | 23                        | 00                        | 01                        | 02                        | 03                        | 04                        | 05                        | 06                        | 07                        | 08                        | 09                        | 10                        | 11                        | 12                        | 13                        | 14                        | 15                        | 16                        | 17                        | 18                        | 19                        | 20                        | 21                        | 22                        | 23                        | 00                        | 01                        | 02                        | 03                        | 04                        | 05                        | 06                        |
| 00 20 40                                       | 00 20 40                  | 00 20 40                  | 00 20 40                  | 00 20 40                  | 00 20 40                  | 00 20 40                  | 00 20 40                  | 00 20 40                  | 00 20 40                  | 00 20 40                  | 00 20 40                  | 00 20 40                  | 00 20 40                  | 00 20 40                  | 00 20 40                  | 00 20 40                  | 00 20 40                  | 00 20 40                  | 00 45                     | 30                        | 15                        | 00 45                     | 30                        | 00 20 40                  | 00 20 40                  | 00 20 40                  | 00 20 40                  | 00 20 40                  | 00 20 40                  | 00 20 40                  | 00 20 40                  | 00 20 40                  | 00 20 40                  | 00 20 40                  | 00 20 40                  | 00 20 40                  | 00 20 40                  | 00 20 40                  | 00 20 40                  | 00 20 40                  | 00 20 40                  | 00 20 40                  | 00 20 45                  | 30                        | 15                        | 00 45                     | 30                        |
| Viernes y sábados laborables                   |                           |                           |                           |                           |                           |                           |                           |                           |                           |                           |                           |                           |                           |                           |                           |                           |                           |                           |                           |                           |                           |                           |                           |                           |                           |                           |                           |                           |                           |                           |                           |                           |                           |                           |                           |                           |                           |                           |                           |                           |                           |                           |                           |                           |                           |                           |                           |
| Cabo de Palos > Veneziola                      | Cabo de Palos > Veneziola | Cabo de Palos > Veneziola | Cabo de Palos > Veneziola | Cabo de Palos > Veneziola | Cabo de Palos > Veneziola | Cabo de Palos > Veneziola | Cabo de Palos > Veneziola | Cabo de Palos > Veneziola | Cabo de Palos > Veneziola | Cabo de Palos > Veneziola | Cabo de Palos > Veneziola | Cabo de Palos > Veneziola | Cabo de Palos > Veneziola | Cabo de Palos > Veneziola | Cabo de Palos > Veneziola | Cabo de Palos > Veneziola | Cabo de Palos > Veneziola | Cabo de Palos > Veneziola | Cabo de Palos > Veneziola | Cabo de Palos > Veneziola | Cabo de Palos > Veneziola | Cabo de Palos > Veneziola | Cabo de Palos > Veneziola | Veneziola > Cabo de Palos | Veneziola > Cabo de Palos | Veneziola > Cabo de Palos | Veneziola > Cabo de Palos | Veneziola > Cabo de Palos | Veneziola > Cabo de Palos | Veneziola > Cabo de Palos | Veneziola > Cabo de Palos | Veneziola > Cabo de Palos | Veneziola > Cabo de Palos | Veneziola > Cabo de Palos | Veneziola > Cabo de Palos | Veneziola > Cabo de Palos | Veneziola > Cabo de Palos | Veneziola > Cabo de Palos | Veneziola > Cabo de Palos | Veneziola > Cabo de Palos | Veneziola > Cabo de Palos | Veneziola > Cabo de Palos | Veneziola > Cabo de Palos | Veneziola > Cabo de Palos | Veneziola > Cabo de Palos | Veneziola > Cabo de Palos | Veneziola > Cabo de Palos |
| 07                                             | 08                        | 09                        | 10                        | 11                        | 12                        | 13                        | 14                        | 15                        | 16                        | 17                        | 18                        | 19                        | 20                        | 21                        | 22                        | 23                        | 00                        | 01                        | 02                        | 03                        | 04                        | 05                        | 06                        | 07                        | 08                        | 09                        | 10                        | 11                        | 12                        | 13                        | 14                        | 15                        | 16                        | 17                        | 18                        | 19                        | 20                        | 21                        | 22                        | 23                        | 00                        | 01                        | 02                        | 03                        | 04                        | 05                        | 06                        |
| 00 20 40                                       | 00 20 40                  | 00 20 40                  | 00 20 40                  | 00 20 40                  | 00 20 40                  | 00 20 40                  | 00 20 40                  | 00 20 40                  | 00 20 40                  | 00 20 40                  | 00 20 40                  | 00 15 30 45               | 00 15 30 45               | 00 15 30 45               | 00 15 30 45               | 00 15 30 45               | 00 15 30 45               | 00 15 30 45               | 00 15 30 45               | 00 30                     | 00 30                     | 00 30                     | 00 30                     | 00 20 40                  | 00 20 40                  | 00 20 40                  | 00 20 40                  | 00 20 40                  | 00 20 40                  | 00 20 40                  | 00 20 40                  | 00 20 40                  | 00 20 40                  | 00 20 40                  | 00 20 40                  | 00 20 40                  | 00 15 30 45               | 00 15 30 45               | 00 15 30 45               | 00 15 30 45               | 00 15 30 45               | 00 15 30 45               | 00 15 30 45               | 00 15 30 45               | 15 45                     | 15 45                     | 15 45                     |

### Invierno
| Todos los días            |                           |                           |                           |                           |                           |                           |                           |                           |                           |                           |                           |                           |                           |                           |                           |                           |                           |                           |                           |                           |                           |                           |                           |                           |                           |                           |                           |                           |                           |                           |
| Cabo de Palos > Veneziola | Cabo de Palos > Veneziola | Cabo de Palos > Veneziola | Cabo de Palos > Veneziola | Cabo de Palos > Veneziola | Cabo de Palos > Veneziola | Cabo de Palos > Veneziola | Cabo de Palos > Veneziola | Cabo de Palos > Veneziola | Cabo de Palos > Veneziola | Cabo de Palos > Veneziola | Cabo de Palos > Veneziola | Cabo de Palos > Veneziola | Cabo de Palos > Veneziola | Cabo de Palos > Veneziola | Veneziola > Cabo de Palos | Veneziola > Cabo de Palos | Veneziola > Cabo de Palos | Veneziola > Cabo de Palos | Veneziola > Cabo de Palos | Veneziola > Cabo de Palos | Veneziola > Cabo de Palos | Veneziola > Cabo de Palos | Veneziola > Cabo de Palos | Veneziola > Cabo de Palos | Veneziola > Cabo de Palos | Veneziola > Cabo de Palos | Veneziola > Cabo de Palos | Veneziola > Cabo de Palos | Veneziola > Cabo de Palos | Veneziola > Cabo de Palos |
| 07                        | 08                        | 09                        | 10                        | 11                        | 12                        | 13                        | 14                        | 15                        | 16                        | 17                        | 18                        | 19                        | 20                        | 21                        | 07                        | 08                        | 09                        | 10                        | 11                        | 12                        | 13                        | 14                        | 15                        | 16                        | 17                        | 18                        | 19                        | 20                        | 21                        | 22                        |
| 00 45                     | 30                        | 15                        | 00 45                     | 30                        | 15                        | 00 45                     | 30                        | 15                        | 00 45                     | 30                        | 15                        | 00 45                     | 30                        | 00 30                     | 30                        | 15                        | 15                        | 00 45                     | 30                        | 15                        | 00 45                     | 30                        | 15                        | 00 45                     | 30                        | 15                        | 00 45                     | 30                        | 00 30                     | 00                        |

## Recorrido y paradas

### Sentido Veneziola
La línea inicia su recorrido en la Carretera de Subida al Faro, en la parada situada junto a la sede de Policía Local en Cabo de Palos. Tras realizar un cambio de sentido en la glorieta, vuelve por dicha vía hasta girar a la derecha hacia la Carretera de La Manga, recorriéndola en dirección norte para incorporarse después a la Gran Vía de La Manga.
Una vez recorrida en su totalidad, en la glorieta situada frente al trébol de Veneziola toma la primera salida y continúa por la Ronda de Veneziola, finalizando su recorrido junto al Puente de la Risa.
| Parada                             | Común con | Municipio  |
| ---------------------------------- | --------- | ---------- |
| Cabo de Palos                      | 22 43 46  | Cartagena  |
| Los Geranios                       | 22 43     | Cartagena  |
| Mercadona                          | 22 43     | Cartagena  |
| Hotel Entremares                   | 22 43     | Cartagena  |
| Plaza Acapulco                     | 22 43     | Cartagena  |
| Consorcio                          | 22 43     | Cartagena  |
| La Isleta                          | 22 43     | Cartagena  |
| La Gola                            | 22 43     | Cartagena  |
| Cavanna                            | 22 43     | Cartagena  |
| Plaza Bohemia                      | 22 43     | Cartagena  |
| Zoco                               | 22 43     | San Javier |
| Snipe                              | 22 43     | San Javier |
| Castillos de Mar / Centro de Salud | 22 43     | San Javier |
| Bellavista / Iglesia               | 22 43     | San Javier |
| Eurovosa                           | 22 43     | San Javier |
| Manga Beach                        | 22 43     | San Javier |
| El Galán                           | 22 43     | San Javier |
| Hotel Doblemar                     | 22 43     | San Javier |
| El Pedruchillo                     | 22 43     | San Javier |
| Pedrucho                           |           | San Javier |
| La Dominique                       |           | San Javier |
| La Martinique                      |           | San Javier |
| Pueblo Cálido                      |           | San Javier |
| Las Brisas                         |           | San Javier |
| Playa Príncipe                     |           | San Javier |
| Polideportivo La Manga             |           | San Javier |
| Puerto Tomás Maestre               |           | San Javier |
| Puente del Estacio                 |           | San Javier |
| El Oasis                           |           | San Javier |
| Ensenada del Esparto               |           | San Javier |
| Residencial Dos Mares              |           | San Javier |
| Playa Chica                        |           | San Javier |
| Urbanización Dos Playas            |           | San Javier |
| Playa del Pudrimel                 |           | San Javier |
| Taray                              |           | San Javier |
| Veneziola Golf                     |           | San Javier |
| Veneziola                          |           | San Javier |

### Sentido Cabo de Palos
El recorrido es igual al de la ida pero en sentido contrario.
| Parada                             | Común con | Municipio  |
| ---------------------------------- | --------- | ---------- |
| Veneziola                          |           | San Javier |
| Veneziola Golf                     |           | San Javier |
| Taray                              |           | San Javier |
| Las Góndolas                       |           | San Javier |
| Urbanización Dos Playas            |           | San Javier |
| Playa Chica                        |           | San Javier |
| Residencial Dos Mares              |           | San Javier |
| Puente del Estacio - El Oasis      |           | San Javier |
| Puerto Tomás Maestre               |           | San Javier |
| Playa Príncipe                     |           | San Javier |
| Las Brisas                         |           | San Javier |
| Pueblo Cálido                      |           | San Javier |
| La Martinique                      |           | San Javier |
| La Dominique                       |           | San Javier |
| El Pedruchillo                     | 22 43     | San Javier |
| Hotel Doblemar                     | 22 43     | San Javier |
| Bomberos                           | 22 43     | San Javier |
| Pirámide                           | 22 43     | San Javier |
| Manga Beach                        | 22 43     | San Javier |
| Eurovosa                           | 22 43     | San Javier |
| Bellavista / Iglesia               | 22 43     | San Javier |
| Castillos de Mar / Centro de Salud | 22 43     | San Javier |
| Zoco Gasolinera                    | 22 43     | San Javier |
| Zoco                               | 22 43     | San Javier |
| Isla del Ciervo                    | 22 43     | Cartagena  |
| Gran Vía Isla del Ciervo           | 22 43     | Cartagena  |
| Cavanna                            | 22 43     | Cartagena  |
| La Gola                            | 22 43     | Cartagena  |
| La Isleta                          | 22 43     | Cartagena  |
| Consorcio                          | 22 43     | Cartagena  |
| Plaza Acapulco                     | 22 43     | Cartagena  |
| Hotel Entremares                   | 22 43     | Cartagena  |
| Mercadona                          | 22 43     | Cartagena  |
| Los Geranios                       | 22 43     | Cartagena  |
| Cabo de Palos                      | 22 43 46  | Cartagena  |